# أتايورت
أتايورت (بالتركية: Atayurt)‏ هي مدينة في محافظ مرسين في تركيا. يبلغ عدد سكانها حوالي 7,152 نسمة حسب تعداد العام 2010.